# Undenäs landsfiskalsdistrikt
Undenäs landsfiskalsdistrikt var 1918-1941 ett landsfiskalsdistrikt i Skaraborgs län, bildat när Sveriges indelning i landsfiskalsdistrikt trädde i kraft den 1 januari 1918, enligt beslut den 7 september 1917. Landsfiskalsdistriktet avskaffades den 1 oktober 1941 (genom kungörelsen 28 juni 1941) när Sverige fick en ny indelning av landsfiskalsdistrikt. Av dess ingående områden överfördes då kommunerna Fägre och Trästena till Tidans landsfiskalsdistrikt och Halna, Tived och Undenäs till Karlsborgs landsfiskalsdistrikt.
Landsfiskalsdistriktet låg under länsstyrelsen i Skaraborgs län.

## Ingående områden

### Från 1918
Vadsbo härad:
- Fägre landskommun
- Halna landskommun
- Tiveds landskommun
- Trästena landskommun
- Undenäs landskommun